# Max Perutz
Max Ferdinand Perutz (Wenen, 19 mei 1914 – Cambridge, 6 februari 2002) was een in Oostenrijk geboren Brits moleculair bioloog. In 1962 ontving hij samen met John Kendrew de Nobelprijs voor Scheikunde voor zijn studie naar de structuur van hemoglobine.

## Biografie
Perutz werd geboren in Wenen als zoon van Adele (Dely) Goldschmidt en Hugo Perutz, een textielfabrikant. Na het voltooien van zijn eerste academische graad aan de Universiteit van Wenen werd hij in 1936 bachelorstudent aan het Cavendish-laboratorium van de Universiteit van Cambridge. Hij was daar medewerker in de onderzoeksgroep kristallografie die werd geleid door John Desmond Bernal. Hij voltooide zijn Ph.D. onder Nobellaureaat William Lawrence Bragg.
Vanwege zijn joodse afkomst werd Perutz buitengesloten van Oostenrijk toen Duitsland het land annexeerde voorafgaand aan de Tweede Wereldoorlog. Toen de oorlog uitbrak werd hij samen met andere personen met een Duitse of Oostenrijkse achtergrond opgepakt en naar Canada gestuurd (op bevel van Winston Churchill). Op persoonlijk verzoek van Lord Mountbatten werd zijn naturalisatie versneld en in 1941 keerde hij als Brits staatsburger terug naar Cambridge. Tijdens de oorlog deed hij onderzoek om de structuureigenschappen van ijs te verbeteren met pykrete. Pykrete is een mengsel van ijs en houtpulp. Dit mengsel wilde men gaan gebruiken voor het Project Habakkuk (een geheim project voor het bouwen van een vliegdekschip van ijs).
In 1942 huwde Perutz Gisale Clara Mathilde Peiser (1915-2005), een medisch fotografe. Samen hadden ze twee kinderen, dochter Vivien (geboren 1944) en zoon Robin (geboren 1949). Zijn echtgenote leidde tientallen jaren een lunchroom die veelvuldig werd bezocht door topwetenschappers en onderzoeksmedewerkers van Cambridge.

## Werk
In 1953 slaagde Perutz erin kwikatomen in het hemoglobinemolecuul in te bouwen zonder dat de structuur ervan wezenlijk werd gewijzigd. Hij toonde aan dat verstrooide röntgenstralen uit eiwitkristallen gefaseerd konden worden door de patronen van de eiwitkristallen met en zonder kwikatomen eraan met elkaar te vergelijken. In 1959 bepaalde hij met deze methode de moleculaire structuur van het eiwit hemoglobine. Voor dit onderzoek werd hem in 1962 samen met John Kendrew (moleculaire structuur van myoglobine) de Nobelprijs voor de Scheikunde toegekend.
In Cambridge was hij oprichter en voorzitter (1962-1979) van de Medical Research Council (MRC) Laboratory of Molecular Biology. Veertien van diens wetenschappers hebben een Nobelprijs gewonnen. Perutz zelf was de supervisor van James Watson en Francis Crick. Zij waren de ontdekkers van de structuur van DNA.
Naast zijn onderzoek naar hemoglobine, waaraan hij een groot deel van zijn werkzame leven aan besteedde, schonk hij ook zijn aandacht aan neurogeneratieve ziekten zoals de ziekte van Huntington.
In latere jaren was Perutz vaste recensent en essayist bij The New York Review of Books over biomedische onderwerpen. Veel van deze essays zijn gebundeld in zijn 1998 uitgegeven boek I wish I had made you angry earlier.

## Erkenning
Naast de Nobelprijs in de Scheikunde verkreeg Perutz een aantal andere belangrijke eerbewijzen: hij werd benoemd tot Commandeur in de Orde van het Britse Rijk in 1963, ontving de Oostenrijkse Decoratie voor Wetenschap en Kunsten in 1967, de Royal Medal van de Royal Society in 1971, de Copley Medal in 1979 en de Order of Merit in 1989.
1901: Van 't Hoff ·
1902: E. Fischer ·
1903: Arrhenius ·
1904: Ramsay ·
1905: Baeyer ·
1906: Moissan ·
1907: Buchner ·
1908: Rutherford ·
1909: Ostwald ·
1910: Wallach ·
1911: Curie ·
1912: Grignard, Sabatier ·
1913: Werner ·
1914: Richards ·
1915: Willstätter ·
1918: Haber ·
1920: Nernst ·
1921: Soddy ·
1922: Aston ·
1923: Pregl ·
1925: Zsigmondy ·
1926: Svedberg ·
1927: Wieland ·
1928: Windaus ·
1929: Harden, Euler-Chelpin ·
1930: H. Fischer · 
1931: Bosch, Bergius ·
1932: Langmuir ·
1934: Urey ·
1935: F. Joliot-Curie, I. Joliot-Curie ·
1936: Debye ·
1937: Haworth, Karrer ·
1938: Kuhn ·
1939: Butenandt, Ružička ·
1943: Hevesy · 
1944: Hahn ·
1945: Virtanen ·
1946: Sumner, Northrop, Stanley ·
1947: Robinson · 
1948: Tiselius · 
1949: Giauque ·
1950: Diels, Alder ·
1951: McMillan, Seaborg ·
1952: Martin, Synge ·
1953: Staudinger ·
1954: Pauling ·
1955: Vigneaud ·
1956: Hinshelwood, Semjonov ·
1957: Todd ·
1958: Sanger ·
1959: Heyrovský ·
1960: Libby ·
1961: Calvin ·
1962: Perutz, Kendrew ·
1963: Ziegler, Natta ·
1964: Hodgkin ·
1965: Woodward ·
1966: Mulliken ·
1967: Eigen, Norrish, Porter ·
1968: Onsager ·
1969: Barton, Hassel ·
1970: Leloir ·
1971: Herzberg ·
1972: Anfinsen, Moore, Stein · 
1973: E.O. Fischer, Wilkinson · 
1974: Flory ·
1975: Cornforth, Prelog ·
1976: Lipscomb ·
1977: Prigogine · 
1978: Mitchell ·
1979: Brown, Wittig ·
1980: Berg, Gilbert, Sanger ·
1981: Fukui, Hoffmann ·
1982: Klug ·
1983: Taube ·
1984: Merrifield ·
1985: Hauptman, Karle ·
1986: Herschbach, Lee, Polanyi ·
1987: Cram, Lehn, Pedersen ·
1988: Deisenhofer, Huber, Michel ·
1989: Altman, Cech ·
1990: Corey ·
1991: Ernst ·
1992: Marcus ·
1993: Mullis, Smith ·
1994: Olah ·
1995: Crutzen, Molina, Rowland ·
1996: Curl, Kroto, Smalley ·
1997: Boyer, Walker, Skou ·
1998: Kohn, Pople ·
1999: Zewail ·
2000: Heeger, MacDiarmid, Shirakawa ·
2001: Knowles, Noyori, Sharpless ·
2002: Fenn, Tanaka, Wüthrich ·
2003: Agre, MacKinnon ·
2004: Ciechanover, Hershko, Rose ·
2005: Grubbs, Schrock, Chauvin ·
2006: Kornberg ·
2007: Ertl ·
2008: Shimomura, Chalfie, Tsien ·
2009: Steitz, Yonath, Ramakrishnan ·
2010: Heck, Negishi, Suzuki ·
2011: Shechtman ·
2012: Kobilka, Lefkowitz ·
2013: Karplus, Levitt, Warshel ·
2014: Betzig, Hell, Moerner ·
2015: Lindahl, Modrich, Sancar ·
2016: Sauvage, Stoddart, Feringa ·
2017: Dubochet, Frank, Henderson · 
2018: Arnold, Winter, Smith ·   
2019: Goodenough, Whittingham, Yoshino ·
2020: Charpentier, Doudna ·
2021: List, MacMillan ·
2022: Bertozzi, Meldal, Sharpless ·
2023: Bawendi, Brus, Jekimov ·
2024: Baker, Hassabis, Jumper